# 华为移动服务
华为移动服务（HMS）是华为的一項服務，包含一整套开放的HMS Apps、HMS Core、HMS Capabilities、HMS Connect。该服务让用户利用移动电话或其他移动设备使用华为搜索、华为地图、华为图书、华为视频等华为产品，用以替代在中美贸易战开始后对华为移动装置不可用的Google移动服务。
HMS所提供的端、云开放能力的合集称为华为移动核心服务（HMS Core），是华为为其设备生态系统提供给开发者开发应用程序的工具包。
通过HMS，用戶可以使用流動電話或其他流動裝置使用华为应用市场、华为地图服务、华为账号服务、数字版权服务、华为云存储、华为机器学习服务、全景技术服务、应用内支付、广告服务、推送服务、分析服务等。

## 适用系统
- Android
- 鸿蒙 (操作系统)
- LiteOS
- Microsoft Windows

## 服务基础套装
- 华为服务框架（Huawei Services Framework）：华为公司的系列应用在Android或鸿蒙操作系统上运行的基础软件环境。
- 华为移动核心服务（Huawei Mobile Services Core）：华为云服务开放能力的合集，开发者只需集成HMS SDK即可使用华为帐号、应用内支付、消息推送、好友关系等能力。
- 华为应用市场（Huawei AppGallery）：华为终端官方应用分发平台。
- 华为游戏中心（Huawei Game Center）：华为终端的官方为游戏开发者提供一站式的游戏中心接入服务，用户游戏数据账户服务及游戏下载一体化平台。
- 华为钱包（Huawei Pay）：华为生态旗下支付工具，是中国推出的首个基于NFC芯片的便捷移动支付工具。用户可以通过开通银行卡、交通卡等功能，体验移动支付、公共交通等领域的智能服务。

## 华为移动核心服务

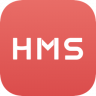
华为移动核心服务图标

华为移动核心服务（HMS Core）是华为移动服务所提供的端和云开放能力的合集，旨在帮助开发者构建应用程序，是华为为其设备生态系统提供有关应用程序的服务能力。
HMS Core的服务能力主要包括：
- 华为帐号服务（Account Kit）：用于简化用户身份验证和登录流程，帮助应用程序实现用户管理。
- 推送服务（Push Kit）：提供消息推送功能，让开发者能够向用户发送通知和消息。
- 机器学习服务（ML Kit）：提供机器学习和人工智能相关的功能，帮助应用程序实现智能和体验。
- 分析服务（Analytics Kit）：用于收集和分析应用程序的用户数据，以改进应用的性能和用户体验。
- 云空间服务（Drive Kit）：允许应用程序与云存储进行集成，以实现文件和数据的安全存储和同步。
- 应用内支付服务（In-App Purchases）：支持应用内购买，让用户能够购买虚拟商品和服务。

HMS Core为Android、鸿蒙操作系统以及Windows上应用程序提供支持。目前采用HMS Core的手机商为：华为、荣耀、鼎桥、hi nova、nzone、优畅享、麦芒、乐视、魅族 等。

## 发展
- 2011年，华为账户上线。
- 2013年，向开发者开放华为帐号服务、应用内支付服务及推送服务。
- 2016年8月，整合华为帐号、应用内支付、推送服务。
- 2019年5月起，因美国商务部决定将华为列入技术输出管制的实体名单，Google需要遵从禁令停止为华为移动业务提供服务，其中包括GMS框架[5]。
- 2019年8月，华为移动服务（HMS）在华为开发者大会上被正式预告发布[6]。
- 2019年9月，华为新手机Mate 30系列不再搭载GMS服务[7]。
- 2020年1月15日，HMS Core4.0（华为移动核心服务4.0）正式上线[4]。华为官方宣告此时已有开发者130万人、应用5.5万款[8]。次日，华为在伦敦举办开发者日，并投资2000万英镑用以激励英国和爱尔兰的开发者使用HMS[7]。
- 2020年9月，HMS Core 5.0正式发布，开放了云、软件、硬件以及芯片积攒的能力，还开放图形、人工智能、媒体、安全、系统、硬件设备等领域的应用。[9]
- 2021年10月，HMS Core 6.0正式发布。